# Liga Leumit 1965-1966
La Liga Leumit 1965-1966 è stata la 26ª edizione della massima serie del campionato israeliano di calcio.
Presero parte al torneo 16 squadre, che si affrontarono in un girone all'italiana con partite di andata e ritorno. Per ogni vittoria si assegnavano due punti e per il pareggio un punto.
Le ultime due classificate sarebbero state retrocesse in Liga Alef, dalla quale sarebbero state promosse le prime due classificate.
Il torneo fu vinto, per la quinta volta nella sua storia, dall'Hapoel Tel Aviv, che riportò il titolo a Tel Aviv dopo otto stagioni. Con la vittoria del campionato, l'Hapoel guadagnò la qualificazione alla prima edizione del campionato d'Asia per club, che poi avrebbe vinto.
Capocannonieri del torneo furono Moshe Romano, dello Shimshon Tel Aviv, e Mordechai Spiegler, del Maccabi Netanya, con 17 goal.

## Squadre partecipanti
| Club                 | Città       |
| -------------------- | ----------- |
| Beitar Tel Aviv      | Tel Aviv    |
| Bnei Yehuda          | Tel Aviv    |
| Hakoah Ramat Gan     | Ramat Gan   |
| Hapoel Be'er Sheva   | Be'er Sheva |
| Hapoel Gerusalemme   | Gerusalemme |
| Hapoel Haifa         | Haifa       |
| Hapoel Mahane Yehuda | Petah Tiqwa |
| Hapoel Petah Tiqwa   | Petah Tiqwa |
| Hapoel Ramat Gan     | Ramat Gan   |
| Hapoel Tel Aviv      | Tel Aviv    |
| Maccabi Giaffa       | Giaffa      |
| Maccabi Netanya      | Netanya     |
| Maccabi Petah Tiqwa  | Petah Tiqwa |
| Maccabi Sha'arayim   | Rehovot     |
| Maccabi Tel Aviv     | Tel Aviv    |
| Shimshon Tel Aviv    | Tel Aviv    |

## Classifica finale
|                     | Pos. | Squadra              | Pt | G  | V  | N  | P  | GF | GS | DR  |
| ------------------- | ---- | -------------------- | -- | -- | -- | -- | -- | -- | -- | --- |
| Campione di Israele | 1.   | Hapoel Tel Aviv      | 38 | 30 | 12 | 14 | 4  | 36 | 23 | +13 |
|                     | 2.   | Maccabi Tel Aviv     | 34 | 30 | 14 | 6  | 10 | 45 | 29 | +16 |
|                     | 3.   | Maccabi Netanya      | 34 | 30 | 13 | 8  | 9  | 49 | 35 | +14 |
|                     | 4.   | Hapoel Petah Tiqwa   | 34 | 30 | 10 | 14 | 6  | 42 | 29 | +13 |
|                     | 5.   | Hapoel Ramat Gan     | 34 | 30 | 12 | 10 | 8  | 40 | 32 | +8  |
|                     | 6.   | Shimshon Tel Aviv    | 32 | 30 | 12 | 8  | 10 | 37 | 31 | +6  |
|                     | 7.   | Hapoel Haifa         | 32 | 30 | 12 | 8  | 10 | 31 | 32 | -1  |
|                     | 8.   | Hapoel Mahane Yehuda | 31 | 30 | 11 | 9  | 10 | 36 | 38 | -2  |
|                     | 9.   | Hakoah Ramat Gan     | 30 | 30 | 9  | 12 | 9  | 37 | 34 | +3  |
|                     | 10.  | Bnei Yehuda          | 28 | 30 | 9  | 10 | 11 | 31 | 38 | -7  |
|                     | 11.  | Maccabi Giaffa       | 28 | 30 | 9  | 10 | 11 | 33 | 41 | -8  |
|                     | 12.  | Hapoel Gerusalemme   | 28 | 30 | 9  | 10 | 11 | 29 | 40 | -11 |
|                     | 13.  | Hapoel Be'er Sheva   | 27 | 30 | 9  | 9  | 12 | 21 | 25 | -4  |
|                     | 14.  | Maccabi Sha'arayim   | 27 | 30 | 10 | 7  | 13 | 33 | 40 | -7  |
|                     | 15.  | Maccabi Petah Tiqwa  | 23 | 30 | 7  | 9  | 14 | 26 | 43 | -17 |
|                     | 16.  | Beitar Tel Aviv      | 20 | 30 | 5  | 10 | 15 | 21 | 37 | -16 |

## Verdetti
- Hapoel Tel Aviv campione di Israele 1965-1966, qualificato al Campionato d'Asia per club 1967
- Maccabi Petah Tiqwa e Beitar Tel Aviv retrocessi in Liga Alef 1966-1968
- Maccabi Haifa e SK Ness Ziona promossi in Liga Leumit 1966-1968